# Bobsleigh als Jocs Olímpics d'Hivern de 2018 - dos homes
La prova de dos homes de bobsleigh  dels Jocs Olímpics d'Hivern de 2018 de Pyeongchang va ser una de les tres proves que conformà el programa oficial de bobsleigh dels Jocs. La prova es disputà entre el 18 i el 19 de febrer de 2018 a l'Alpensia Sliding Centre.

## Medaller
| Or                                                                                   | Argent | Bronze                                  |
| CanadàJustin Kripps · Alexander Kopacz AlemanyaFrancesco Friedrich · Thorsten Margis |        | LetòniaOskars Melbārdis · Jānis Strenga |

## Resultats
Les dues primeres sèries es van disputar el 18 de febrer i les dues darreres el 19 de febrer.
| Pos. | Dorsal | CON                        | Corredors                                                          | Cursa 1  | Cursa 2 | Cursa 3  | Cursa 4 | Total   | Temps perdut |
| ---- | ------ | -------------------------- | ------------------------------------------------------------------ | -------- | ------- | -------- | ------- | ------- | ------------ |
| 1    | 6      | Canadà                     | Justin Kripps Alexander Kopacz                                     | 49.10    | 49.39   | 49.09    | 49.28   | 3:16.86 | –            |
| 1    | 7      | Alemanya                   | Francesco Friedrich Thorsten Margis                                | 49.22    | 49.46   | 48.96 TR | 49.22   | 3:16.86 | –            |
| 3    | 13     | Letònia                    | Oskars Melbārdis Jānis Strenga                                     | 49.08 TR | 49.54   | 49.08    | 49.21   | 3:16.91 | +0.05        |
| 4    | 11     | Alemanya                   | Nico Walther Christian Poser                                       | 49.12    | 49.27   | 49.32    | 49.35   | 3:17.06 | +0.20        |
| 5    | 10     | Alemanya                   | Johannes Lochner Christopher Weber                                 | 49.24    | 49.34   | 49.09    | 49.47   | 3:17.14 | +0.28        |
| 6    | 30     | Corea del Sud              | Won Yun-jong Seo Young-woo                                         | 49.50    | 49.39   | 49.15    | 49.36   | 3:17.40 | +0.54        |
| 7    | 14     | Canadà                     | Nick Poloniato Jesse Lumsden                                       | 49.48    | 49.48   | 49.33    | 49.45   | 3:17.74 | +0.88        |
| 8    | 15     | Àustria                    | Benjamin Maier Markus Sammer                                       | 49.41    | 49.47   | 49.32    | 49.56   | 3:17.76 | +0.90        |
| 9    | 9      | Letònia                    | Oskars Ķibermanis Matīss Miknis                                    | 49.21    | 49.57   | 49.32    | 49.70   | 3:17.80 | +0.94        |
| 10   | 8      | Canadà                     | Christopher Spring Lascelles Brown                                 | 49.38    | 49.58   | 49.56    | 49.72   | 3:18.24 | +1.38        |
| 11   | 12     | Suïssa                     | Rico Peter Simon Friedli                                           | 49.72    | 49.53   | 49.52    | 49.49   | 3:18.26 | +1.40        |
| 12   | 2      | Regne Unit                 | Brad Hall Joel Fearon                                              | 49.37    | 49.50   | 49.67    | 49.80   | 3:18.34 | +1.48        |
| 13   | 23     | França                     | Romain Heinrich Dorian Hauterville                                 | 49.74    | 49.73   | 49.55    | 49.46   | 3:18.48 | +1.62        |
| 14   | 19     | Estats Units               | Justin Olsen Evan Weinstock                                        | 49.66    | 49.55   | 49.53    | 49.80   | 3:18.54 | +1.68        |
| 15   | 24     | Àustria                    | Markus Treichl Kilian Walch                                        | 49.67    | 49.67   | 49.56    | 49.66   | 3:18.56 | +1.70        |
| 16   | 17     | Suïssa                     | Clemens Bracher Michael Kuonen                                     | 49.73    | 49.90   | 49.64    | 49.56   | 3:18.83 | +1.97        |
| 17   | 21     | Txèquia                    | Dominik Dvořák Jakub Nosek                                         | 49.70    | 49.63   | 49.67    | 49.86   | 3:18.86 | +2.00        |
| 18   | 26     | Romania                    | Mihai Cristian Tentea Nicolae Ciprian Daroczi                      | 49.69    | 49.72   | 49.93    | 49.64   | 3:18.98 | +2.12        |
| 19   | 25     | Mònaco                     | Rudy Rinaldi Boris Vain                                            | 49.85    | 49.69   | 49.68    | 49.80   | 3:19.02 | +2.16        |
| 20   | 18     | Atletes Olímpics de Rússia | Alexey Stulnev Vasiliy Kondratenko                                 | 49.77    | 49.99   | 49.74    | 49.87   | 3:19.37 | +2.51        |
| 21   | 16     | Estats Units               | Nick Cunningham Hakeem Abdul-Saboor                                | 49.96    | 50.11   | 49.62    | N/D     | 2:29.69 | N/D          |
| 22   | 3      | Austràlia                  | Lucas Mata David Mari                                              | 49.88    | 50.04   | 49.87    | N/D     | 2:29.79 | N/D          |
| 23   | 29     | Txèquia                    | Jan Vrba Jakub Havlín                                              | 49.93    | 50.07   | 49.86    | N/D     | 2:29.86 | N/D          |
| 24   | 22     | Polònia                    | Mateusz Luty Krzysztof Tylkowski                                   | 49.87    | 50.10   | 49.92    | N/D     | 2:29.89 | N/D          |
| 25   | 20     | Estats Units               | Codie Bascue Sam McGuffie                                          | 50.03    | 50.16   | 49.90    | N/D     | 2:30.09 | N/D          |
| 26   | 27     | R.P. de la Xina            | Li Chunjian Wang Sidong                                            | 50.13    | 50.21   | 50.15    | N/D     | 2:30.49 | N/D          |
| 27   | 1      | Brasil                     | Edson Bindilatti Edson Ricardo Martins                             | 50.14    | 50.22   | 50.35    | N/D     | 2:30.71 | N/D          |
| 28   | 5      | Atletes Olímpics de Rússia | Maxim Andrianov Yuri Selikhov (Cursa 1-2) Ruslan Samitov (Cursa 3) | 50.27    | 50.58   | 49.98    | N/D     | 2:30.83 | N/D          |
| 29   | 28     | R.P. de la Xina            | Jin Jian Shi Hao                                                   | 50.47    | 50.17   | 50.33    | N/D     | 2:30.97 | N/D          |
| 30   | 4      | Croàcia                    | Dražen Silić Benedikt Nikpalj                                      | 50.76    | 50.91   | 50.99    | N/D     | 2:32.66 | N/D          |